# Иванов, Борис Михайлович (биатлонист)
Борис Михайлович Иванов (1927—2012) — советский биатлонист и тренер по биатлону, двукратный чемпион СССР в эстафетах (1967, 1968). Почётный мастер спорта СССР.

## Биография
В 1944 году в возрасте 17-ти лет был призван в Красную Армию, участвовал в Великой Отечественной войне. В послевоенные годы, продолжая службу в армии, начал заниматься лыжным спортом, особое внимание уделяя гонкам патрулей. Окончил Саратовское военно-политическое училище имени К. Е. Ворошилова.
С сентября 1954 года направлен на службу во внутренние войска в Железногорск Красноярского края, затем в Красноярск. Стоял у истоков развития биатлона в спортивном обществе «Динамо» Красноярского края в качестве спортсмена, тренера и организатора. Участвовал во множестве соревнований национального, регионального и ведомственного уровня. В 1965 году в возрасте 38 лет одержал победу на международных соревнованиях в Чехословакии, опередив спортсменов из первой сборной СССР — В. Пшеницына, В. Маматова, Л. Исакова.
В 1966 году в звании майора переведён на службу в Новосибирск, назначен начальником местного отделения «Динамо» и тренером юношеской команды Новосибирской области, параллельно продолжал выступления в качестве спортсмена. В 1967 году в возрасте 40 лет стал победителем чемпионата СССР в эстафете в составе сборной общества «Динамо». На следующий год 41-летний Иванов завоевал личную серебряную медаль в индивидуальной гонке чемпионата СССР, проходившего в Новосибирске, и во второй раз подряд выиграл золото в эстафете — на этот раз в составе команды Новосибирской области. В том же 1968 году завершил спортивную карьеру.
В течение многих лет принимал участие в соревнованиях ветеранов, в последний раз выходил на лыжню в возрасте 78 лет.
Умер на 86-м году жизни.

## Семья
Сын Геннадий тоже занимался биатлоном. Внучка — Екатерина Иванова-Виноградова принимала участие в соревнованиях Кубка мира по биатлону, была неоднократным призёром чемпионатов мира и Европы.